# Mundochthonius itohi
Espèce
Mundochthonius itohi est une espèce de pseudoscorpions de la famille des Chthoniidae.

## Distribution
Cette espèce est endémique de la préfecture d'Ibaraki au Japon. Elle se rencontre vers Hitachiōta.

## Description
Le mâle holotype mesure 0,95 mm et la femelle paratype 1,09 mm, les mâles mesurent de 0,90 à 1,00 mm et les femelles de 0,97 à 1,13 mm.

## Étymologie
Cette espèce est nommée en l'honneur de Ryosaku Itoh.

## Publication originale
- Sakayori, 2009 : A new species of the genus Mundochthonius from Ibaraki Prefecture, central Japan (Arachnida: Pseudoscorpionida: Chthoniidae). Bulletin of Ibaraki Nature Museum, no 12, p. 1-4 (texte intégral).